# Karvastekemäjärvi
Karvastekemäjärvi eller Iso Karvastekemäjärvi är en sjö i Finland. Den ligger i kommunerna Kuusamo och Salla i landskapen Norra Österbotten och Lappland, i den nordöstra delen av landet, 700 km norr om huvudstaden Helsingfors. Karvastekemäjärvi ligger 273,9 meter över havet. Arean är 1,19 kvadratkilometer och strandlinjen är 5,02 kilometer lång. Sjön  ingår i Koundaälvens huvudavrinningsområde.   Sjön ligger inom gränszonen mot finsk-ryska gränsen.